# Svenskt bistånd
| Sveriges bistånd till världen inom alla sektorer |
| --- |
| SEKÅr10 000 000 00020 000 000 00030 000 000 00040 000 000 00050 000 000 00060 000 000 00019982004201020162022Transaktionsvärde (SEK)Svenskt bistånd Källa: openaid.se, Sveriges bistånd till världen via alla organisationer inom alla sektorer sedan år 1998 till 2025. Rådata |

Svenskt bistånd är bistånd som ges bilateralt, det vill säga från stat till stat, multilateralt till internationella organisationer såsom FN och Världsbanken, samt bistånd som ges av organisationer i det civila samhället. För varje land eller region där Sverige är involverat med bistånd görs en samarbetsstrategi (landstrategi). Den övergripande myndigheten för svenskt bistånd är Sida som förmedlar allt bilateralt bistånd och även en stor del av det multilaterala. Dessutom förmedlar Utrikesdepartementet (UD) en del av det multilaterala biståndet. Det svenska biståndet har haft ett enprocentsmål, liksom biståndet från Norge och Luxemburg, och har därför legat på omkring en procent av bruttonationalinkomsten (BNI). Dessa tre länder har därmed turats om att ge världens högsta statliga bistånd, räknat som andel av BNI.
Utöver det statliga biståndet skänkte privatpersoner i Sverige över 9,3 miljarder kronor till organisationer med välgörande ändamål via 90-konton år 2021. Dessutom gav myndigheter, organisationer och företag 10,8 miljarder kronor till välgörande ändamål via 90-konton. Många med utländsk bakgrund skänker stora belopp tillbaka till släktingar i hemlandet, så kallad remittans.

## Historik
Sveriges biståndshistoria inleddes i mitten av 1800-talet med så kallat missionsbistånd till Abessinien (nuvarande Etiopien). Några viktiga årtal i biståndshistorien sedan dess är: 
- 1952, då "Centralkommittén för svenskt tekniskt bistånd till mindre utvecklade områden" bildades.
- 1962, då biståndspropositionen 1962:100 röstades igenom. Något som under lång tid kom att bestämma inriktningen på Sveriges bistånd.
- 1975, då biståndet kom upp i en procent av BNP.
- I början av 1980-talet, då strukturanpassningsprogrammen kom igång och Sverige deltog i finansieringen. Programmen kritiserades dock häftigt.
- I början av 1990-talet, då biståndet till Östeuropa utökades kraftigt.
- 2006 och framåt, då biståndet kom att ändras radikalt under Gunilla Carlssons ledning som biståndsminister i Regeringen Reinfeldt.
- Sedan slutet av 2010-talet används en del av biståndsbudgeten till flyktingmottagning inom Sverige istället för till internationellt bistånd[6][7]

## Statligt svenskt bistånd
Från Sverige förmedlas det statliga biståndet i första hand av Utrikesdepartementet och Sida. Sida samarbetar med en lång rad organisationer, varav en betydande del är ideella biståndsorganisationer, och myndigheter. Målet med det svenska biståndet är att "bidra till att skapa förutsättningar för fattiga människor att förbättra sina levnadsvillkor". FN rekommenderar att alla rika länder skall ge minst 0,7% av sin BNP i bistånd till de minst utvecklade länderna. Sverige är ett av de få länder som idag uppfyller målet.
Ungefär hälften av Sveriges bistånd förmedlas via internationella organ såsom EU, FN och Världsbanken och hälften via Sida. Under 2007 gav Sverige ca 30 miljarder kronor i bistånd.

### Biståndsländer
Hösten 2007 bestämdes att biståndet ska fokusera på färre länder för att öka kvaliteten och effektiviteten i biståndet. 33 länder valdes ut för bistånd enligt nedan:
- Länder med vilka Sverige ska bedriva långsiktigt utvecklingssamarbete (12 st):
  - Afrika: Burkina Faso, Etiopien, Kenya, Mali, Moçambique, Rwanda, Tanzania, Uganda, Zambia
  - Asien: Bangladesh, Kambodja
  - Latinamerika: Bolivia

- Länder i konflikt- och/eller postkonfliktsituation med vilka Sverige ska bedriva utvecklingssamarbete (12 st):
  - Afrika: Burundi, DR Kongo, Liberia, Sierra Leone, Somalia, Sudan
  - Asien: Afghanistan, Östtimor
  - Mellanöstern: Irak, Västbanken-Gazaremsan
  - Latinamerika: Colombia, Guatemala

- Länder i Östeuropa med vilka Sverige ska bedriva reformsamarbete (9 st):
  - Europa: Albanien, Bosnien-Hercegovina, Georgien, Kosovo, Makedonien, Moldavien, Serbien, Turkiet, Ukraina

I vissa länder där det svenska biståndet fasas ut kommer fortfarande visst samarbete att ske.
- Utfasningsländer där Sverige ska bedriva selektivt samarbete (7 st):
  - Afrika: Botswana, Namibia, Sydafrika
  - Asien: Indien, Indonesien, Kina, Vietnam

- Utfasningsländer där relationerna främjas på annat sätt än via det bilaterala utvecklingssamarbetet (23 st):
  - Afrika: Angola, Elfenbenskusten, Malawi, Nigeria
  - Asien: Filippinerna, Laos, Mongoliet, Pakistan, Sri Lanka, Thailand
  - Latinamerika och Karibien: Chile, El Salvador, Haiti, Honduras, Nicaragua, Peru
  - Europa: Armenien, Azerbajdzjan, Kirgizistan, Montenegro, Tadzjikistan, Ryssland
  - Mellanöstern: Libanon

Förutom i dessa 33 länder används även biståndspengar till insatser för att stimulera mänskliga rättigheter och demokrati i en rad icke-demokratiska länder som till exempel Vitryssland och Zimbabwe.
På webbplatsen openaid.se kan man hitta öppen data för hur svenska biståndspengar fördelas på olika länder och projekt.

## Svensk biståndsdebatt
Det råder enighet i Sveriges riksdag om att Sverige skall ge bistånd till andra länder. Dock finns skilda uppfattningar då det gäller nivå, utformning, inriktning med mera. Diskussionen handlar bland annat om enprocentsmålet, budgetstöd, korruption, Sida:s roll och huruvida bistånd skall ges till specifika länder eller ej. Under Gunilla Carlssons tid som biståndsminister i Regeringen Reinfeldt har biståndet förändrats kraftigt, inte minst genom att antalet mottagarländer har skurits ner drastiskt, och mycket av debatten sedan 2006 och framåt har handlat om denna förändring.[källa behövs]

## "Biståndsprojekten vi lärt oss av"
En expertjury har 2009 valt ut följande svenska biståndsprojekt som de som varit föremål för särskild debatt och som Sverige lärt mest av.
| Biståndsprojekt              | År        | Kostnad       | Beskrivning |
| ---------------------------- | --------- | ------------- | --- |
| lok Jumbish                  |           |               | Har kallats ett flaggskepp inom svenskt bistånd. |
| Skogs-utveckling i Nicaragua |           | 400 miljoner  | Komplett misslyckande |
| Kibaha                       |           |               | Bistånd inom utbildning, hälsovård och jordbruk runt den tanzaniska staden Kibaha. Anses visa på vikten av lokalt ägarskap av biståndsprojekt för att de skall fungera bra.                                                                                                   |
| Sydafrikafonden              |           |               | Sydafrikas köp av JAS 1999 var kopplat till en rad motköpsavtal och andra initiativ där även biståndsinsatser ingick. |
| Stödet till ANC              |           |               | Insatsen var kontroversiell, men fick efter hand brett stöd då biståndet bidrog till demokratiseringsprocessen. |
| Pappersbruket i Mufindi      |           | 700 miljoner  | Tanken var att producera papper för skolböcker, men projektet var ogenomtänkt och tanzaniska staten tvingades åratal senare skänka bort hela fabriken. |
| CEFIR-institutet i Moskva    |           |               | Ett ekonomiskt forskningsinstitut som kommit att bli en av de mest inflytelserika tankesmedjorna i Ryssland. Liknande institut har därefter grundats i Riga och Kiev. |
| Stöd till Moçambique         |           |               | Biståndet betraktas som misslyckat, men har ökat medvetenheten om behovet av en fungerande ekonomisk miljö för att biståndet ska få effekt. |
| Sidas jämställdhetspolicy    |           |               | Det svenska biståndets fokus på jämställdhet sägs ha ökat medvetenheten om jämställdhet internationellt. |
| Enterprise Development       | 1995-2000 | 35 miljoner   | Ett biståndsprojekt syftande till ökade företagskontakter mellan Sverige, Tanzania och Zambia. Ett 50-tal projekt inleddes och ca 135 jobb skapades enligt utvärderingen. |
| Fiskeskolan i Kelibia        | 1963-     |               | Biståndsprojekt i Tunisien med målet att lära lokalbefolkningen om moderna fiskemetoder. |
| Pangue, Chile                |           |               | |
| Bai Bang                     |           | 2,8 miljarder | Biståndet till pappersbruket i Bai Bang beskrevs länge som ett skandalprojekt. Dock har senare utvärderingar gjort att den bilden omvärderats. I dag arbetar runt 2 000 människor på pappersbruket och Bai Bang är stora leverantörer av såväl skrivpapper som toalettpapper. |